# 埃塞尔·西摩
埃塞尔·西摩（英語：Ethel Seymour，1897年3月6日—1963年11月13日），英国女子竞技体操运动员。她曾参加1928年在阿姆斯特丹举行的夏季奥运会，结果在女子团体全能项目上获得銅牌。